# 倉都康行
倉都 康行（くらつ やすゆき、1955年（昭和30年）6月23日 - ）は、RPテック株式会社 代表取締役、セントラル短資FX株式会社 社外監査役、産業技術大学院大学 国際資本システム研究所 所長、山陰合同銀行 社外取締役、株式会社国際経済研究所 シニア・フェロー、国際金融評論家。
1979年東京大学経済学部卒業、東京銀行入行。ロンドンや香港など約10年間の海外での国際資本市場業務従事の後、バンカース・トラストに移籍、チェースマンハッタン銀行のマネージング・ディレクターとして資本市場部門の東京代表、チェース証券会社東京支店長などを務めた後、2001年4月に金融シンクタンクRPテック株式会社を設立、代表取締役に就任。
国際的な資本市場の実務に精通、金融工学や金融史、内外市場リスクなど幅広いテーマでの分析を行い、日経ビジネスオンライン、日経ヴェリタス、ウェッジなどに定期的にコラムを寄稿している。日本金融学会会員。

## 略歴
- 鳥取県出身。
- 1979年 - 東京大学経済学部卒業。

## 著書
- 相場を科学する(講談社ブルーバックス　1994年）
- 金融工学講座(PHP研究所　2001年)
- 金融市場は謎だらけ(日経BP社　2002年)
- 金融史がわかれば世界がわかる(ちくま新書　2005年)
- 投資銀行バブルの終焉(日経BP社　2008年)
- 12大事件でよむ現代金融入門(ダイヤモンド社　2014年)
- 金融史の真実(ちくま新書　2014年)
- 地政学リスク(ダイヤモンド社　2016年)
- 金融史がわかれば世界がわかる 新版(ちくま新書　2017年)
- 危機の資本システム（岩波書店　2018年）